# Ralph Breyer
Ralph Theodore Breyer (24 febbraio 1904 – Los Angeles, 9 maggio 1991) è stato un nuotatore statunitense.
Specializzato nello stile libero ha vinto la medaglia d'oro nella staffetta 4x200 m ai Giochi olimpici di Parigi 1924.
È stato primatista mondiale della 4x200 m sl.

## Palmarès
- Olimpiadi
  - Parigi 1924: oro nella staffetta 4x200 m sl.